# Захарий Княжески
 Тази статия е за просветния деец.  За библиотеката в Стара Загора вижте Регионална библиотека „Захарий Княжески“.  
Захарий Княжески (псевдоним на Жеко Петров Русев) е български възрожденски просветен деец, книжовник, фолклорист и драгоман.

## Биография
Роден през 1810 година в село Пишманя, днес Княжевско, община Опан, област Стара Загора. Изучава занаятите грънчарство и сапунарство, учи в Стара Загора, Търново, Света гора и във Взаимното училище в Габрово при Неофит Рилски. От 1832 учителства в Стара Загора. Предприема пътешествие из Близкия изток, Африка и Балканския полуостров. През 1837 г. учителства в Габрово, а през 1838 г. – в Търново. Завършва образованието в Духовната Семинария в Одеса, Русия (1839 – 1845). Един от първите български стипендианти. Негов попечител е Васил Априлов. Става руски поданик. Член е на Одеския литературен кръг, заедно с именитите си съотечественици Добри Чинтулов, Найден Геров, Иван Богоров, Ботьо Петков. Взема дейно участие в поставената пред българската емиграция в Русия просветна програма за подготовка на учители в новите български училища, начертана от Васил Априлов. Съдейства 13 млади българи да получат стипендии, с които да учат в Русия за учители, лекари и акушерки. 
След завършване на образованието си остава в Русия. Между 1845 – 1847 събира от различни руски институции и учреждения и изпраща в България книги, учебни помагала, както и печатница, за да издава учебници в родината.
През 1850 г. Захарий Княжески съпровожда племенницата си Александра Михайлова и Анастасия Тошева, за да учат за учителки в Одеса със стипендии от княз Ю. Самарин.
След завръщането си от Русия през 1857 г., Княжески поставя основите на девическото образование в Стара Загора, като открива заедно с Александра Михайлова начално девическо училище при църквата „Св. Богородица“, а Анастасия Тошева – при църквата „Св. Димитър“.
Основоположник на библиотечното дело в България. Захарий Княжески през 1857 г. подарява на Мъглижкия манастир цял товар книги, донесени от Русия, създавайки първата в България обществена библиотека. Книгите са били докарани със седем волски коли, пакетирани в 40 сандъка. По-голяма част от библиотеката изгаря по време на Освободителната война и следите на това книжовно наследство са изгубени завинаги.
Захари Княжески има заслуги за българския фолклор – записва народни песни, които П. А. Безсонов включва в сборника „Български песни“ (на руски език) от 1855 г. Публикува на руски език „Обичаи на българите при сватба, раждане, кръщаване на деца и при погребения“ (1846). Сътрудничи на руския Журнал Министерства народного просвещения, на Цариградски вестник, Македония, Напредък и др., пише книжки по земеделски, езикови и други въпроси. Организира курсове по бубарство. Ратува за земеделска просвета на населението.
Драгоман (преводач) в Руското вицеконсулство в Търново (1869), по-късно и в Русе, където умира на 23 януари 1877 г.
В завещанието си, съставено приживе през 1871 г., публикувано след смъртта му в издавания в Цариград в. Напредък, бр. 125, 1 април 1877 г., Захарий Княжески разкрива до голяма степен своята личност и занимания. В 13 точки се разпорежда къде и при кого да отидат личното му имущество, събраните книги, донесената от Русия печатница, авторските издания и приходите от недвижимата собственост. Съкровеното му желание е да се „отворят“ библиотеки. Волята на Захарий е с паричните средства от наеми и продажби да се поддържа девическото училище в Стара Загора и да се подпомагат бедни ученички.

## Книги, статии и писма
- Кореньа на пиянството и каква полза принося на ония, що пият много. – В Смирне: в типографии А. Дамианова, 1842. – 7 с. Текст с църковнославянски шрифт. Книжката е превод от протестантската брошура „The tree of intemperance and the tree of temperance“.
- Обичай болгар при сватбе, рождений и крещений детей и погребений. – Журнал М-ва нар. просв., Т. 3, 1846, с. 65 – 83.
- Введение в истории болгарских славян. – Москва: в Университетской типографии, 1847. – 52 с.
- Болгарския поверия. – Журнал М-ва нар. просв., Т. 52, с. 204 – 213. Български народни песни и приказки, записани от Княжески, са включени в сборника на П. Безсонов „Болгарския песни“
- Зерцало или Огледало християнское, което содержава мисли спасителни и увещания душеполезни и весма нужни за всякаго християнина, който желае да познай своето християнско живеяни и евангелската истина / Превели от славянский на българский язик с допълнение Афонско-зографскаго монастиря монах Нафанаил и брат его Захарий Княжеский 1844 года. – Москва: в Университетской типографии, 1847. – VIII, 172 с.
- Совети за непразни жени и правила как да постъпват с новорождените младенци, взети от сочиненията на славнаго Тисота, Николая Фуркроа и Салмада, сообразни със системата на воспитанието детско, която е предложена от г. Бюфона в Естествената история / Преведе от французки на руски К. Г., а от руски на български З. К. – Цариград: типография Ц. вестника, 1853. – 6, 81 с.
- Средства за предварвание за заравянието на мнимоумрелите или примрелите человеци / Напечатано повелением рускаго министра внутренних дел в 1846 лято, а преведено от того язика на болгарски от Захария Княжеский. – Цареград: В печатницата Царигр. вестника, 1858. – 86, [24] с. Текст с църковнославянски шрифт.
- Практическо руководство за шелководството / Собрано и составено от Захария Княжеский. – Цариград: печатница Ц-го вестника и содружия, 1859. – XII, 108, [2] с. Текст с църковнославянски шрифт.
- Няколко слова като предисловие за шелководство.... – Цариградски вестник (Цариград), № 414 – 438, ян. 1859. Статията е писана в Стара Загора.
- Известие. Шелководството от много.... – Цариградски вестник (Цариград), ІХ, № 426, април 1859, с.112. Покана за набиране спомоществуватели за „Практическо ръководство по шелководство“ от Захарий Княжески.
- Обявление. Високите чувства... – Цариградски вестник (Цариград), ІХ, № 437, 27 юни 1859. За набиране на абонати за ръководството по шелководство. Съдържа и рецензия за книгата.
- Известие. Любезние соотечественици, от много места ми писаха... – Цариградски вестник (Цариград), № 19, 6 май 1861. Ценоразпис на глобусите, географските карти и учебниците, които Княжески доставя от Русия и продава в България.
- Любородни мои соотечественици. Всякой от Вас... –Цариградски вестник (Цариград), ХІ, № 27, 1 юли 1861. Съобщение за намаляване на продажните цени на книгите на Захарий Княжески: „Средства за предварвание за заравянето на мнимоумрелите или примрелите человеци“ и „Практическо ръководство по шелководство“. Съдържа сведения за проекта на нова книга върху пчелите, лозата, виното, овцете, кравите и други домашни животни.
- Завист и правда. – Цариградски вестник (Цариград), ХІІ, № 5, 27 ян. 1862. Оправдание на Захарий Княжески за извършеното от него в Стара Загора. Подписано: ускореният трудолюбец Х. Захария П. Княжески.
- Мнение за българското правописание. Господине редакторе, според... – Македония (Цариград), ІІІ, № 10, 1 февруари 1869. За приноса на Найден Геров, Никола Михайловски, Йоаким Груев и Христо Г. Данов за установяване на общ български правопис.
- Завещание. Во славу... – Напредък (Цариград), ХІ, № 125, 1 април 1877. Съдържа биографични данни и сведения за книгите, донесени от Княжески от Русия. Дата: Русчук, 20 септември 1871.
- Письма к М. П. Погодину из словенских земель (1835 – 1861). – Москва, 1879 – 1880.
- Материали за историята на българското възраждане. – Сборник НУНК, 1892, № VIII, с. 423 – 424. Писмо до Неофит Рилски в Габрово. Дата: Търново, 6 март 1839.
- О, ветре северний. Стих. // Българска възрожденска поезия. – София, 1980, с. 167. Съдържа биографични данни.